# 刺角蜂科
刺角蜂科（Rhopalosomatidae）是膜翅目胡蜂總科下的一個科，現存僅有四屬六十八種，此外還有三個化石屬。
刺角蜂科的成年體和螞蟻很像，容易被混淆。身體泛黃有紅色或褐色標記，但也有全身都是褐色的種。有翅膀的種在夜間飛行，其他則在白天活動。它們是獨居生物，幼蟲寄生在直翅目生物身上。成年體有兩個或以上的觸覺節有棘突。后足胫节端鬃有彎曲的刺。
其下的屬中，Rhopalosoma分佈于南北美洲，共17個種，其中大部分又生活在中南美洲。Olixon下有26個種，分佈于南北美洲及非洲、澳大利亞。Paniscomima下有11個種，生活在東南亞、馬達加斯加、非洲大陸。Liosphex下游14個種，大多數發現於美國南部到中南美洲的地區內，此外L. trichopleurum生活在菲律賓和印尼。

## 外部連結
- Rhopalosomatidae of the world
- images of Rhopalosomatidae